# Jevrobačennja 2009
La quarta edizione di Jevrobačennja (in ucraino Євробачення?; lett. "Eurovisione") è stata organizzata dall'emittente radiotelevisiva ucraina Nacional'na Teleradiokompanija Ukraïny (NTU) per selezionare il rappresentante nazionale all'Eurovision Song Contest 2009 a Russia.
La vincitrice è stata Svitlana Loboda con Be My Valentine.

## Organizzazione
L'emittente ucraina Nacional'na Teleradiokompanija Ukraïny (NTU) ha confermato la partecipazione dell'Ucraina all'Eurovision Song Contest 2009 il 3 novembre 2008, annunciando l'organizzazione della quarta edizione di Jevrobačennja per la scelta del rappresentante nazionale. Contrariamente all'edizione precedente, nella quale l'artista è stato selezionato internamente dall'emittente e il pubblico poteva scegliere fra cinque canzoni proposte, questa edizione dello Jevrobačennja è stata nuovamente aperta a tutti gli artisti interessati, che hanno potuto inviare i propri brani entro il 28 gennaio 2009.
Il festival si è articolato in due spettacoli: il primo è stato dedicato alla semifinale che si è svolta presso gli studi televisivi di NTU di Kiev l'8 febbraio 2009, seguita dalla finale il successivo 8 marzo presso il Palazzo Nazionale delle Arti, detto anche Palazzo "Ucraina". Nella semifinale il voto della giuria ha decretato i 15 artisti da far accedere alla finale, ove il voto combinato di giuria d'esperti e televoto, ha decretato il vincitore. Se si riscontra un pareggio tra due o più brani con lo stesso punteggio, si predilige quella che ha ottenuto più punti con il voto della giuria.

### Giuria
La giuria è stata composta da:
- Vasyl' Ilaščuk, presidente di NTU;
- Roman Nedzels'kyj, vicepresidente di NTU;
- Oleksandr Ponomar'ov, cantante e rappresentante dell'Ucraina all'Eurovision Song Contest 2003;
- Serhij Kuzin, amministratore di Russian Radio Ukraine;
- Andrij Jer'omin, coreografo;
- Volodymyr Bebeško, paroliere;
- Taras Petrynenko, cantautore.

## Partecipanti
Il 28 gennaio 2009 una giuria composta da sei membri, ha selezionato i 31 partecipanti tra le 58 proposte ricevute.
Nonostante inizialmente figurassero nella lista dei partecipanti, Nikol' e i Vopli Vidopliassova hanno annunciato di essersi ritirati dalla competizione pochi giorni dopo; sono stati sostituiti da Ira Poison e dai Tabu.
| Artista               | Titolo                      | Lingua     | Compositori                                                                  |
| --------------------- | --------------------------- | ---------- | ---------------------------------------------------------------------------- |
| 4 Kings               | Tearin' Up My Heart         | Inglese    | Roman Polons'kyj, Anna Rozina                                                |
| Aleksandr Panajotov   | Superhero                   | Inglese    | Taras Demčuk, Natalja Safonova                                               |
| Ana                   | You're Like a Paradise      | Inglese    | Anna Zot'jeva                                                                |
| Anastasija Prychod'ko | Za tebe znov                | Ucraino    | Anastasija Prychod'ko                                                        |
| Andriana              | Oberežno                    | Ucraino    | Chrystyna Bazar, Andriana Rjabec'                                            |
| Andrij Knjaz'         | Ne jdy                      | Ucraino    | Andrij Furdyčko                                                              |
| Bahira                | Sexy Mama                   | Inglese    | Iryna Bahlej                                                                 |
| Denys Barkanov        | You Are My Love and Pain    | Inglese    | V'jačeslav Batulin, Ihor Kulyk                                               |
| Eduard Romanjuta      | Silence                     | Inglese    | Dmytro Tarasov, Oleksandra Malyhina                                          |
| Gala                  | Sly Lover                   | Inglese    | Hennadij Krupnyk, Maryna Kurasova                                            |
| Harjačyj Šokolad      | Every Kiss                  | Inglese    | Dmytro Klimašenko, Tetjana Rešetnjak                                         |
| Hodo                  | Zahadajmo bažannja          | Ucraino    | Pierpaolo Guerrini, David Mario Reyes, Jurij Luk'janenko, Tetjana Ostrovs'ka |
| Inna Olijnyk          | I Don't Wanna Be Your Again | Inglese    | Inna Olijnyk                                                                 |
| Inshiy Den            | U loni sniv                 | Ucraino    | Volodymyr Omel'čenko, Andrij Stukalo                                         |
| Ira Poison            | You Freed Me                | Inglese    | Sergej Pavlov                                                                |
| Kiše                  | Midnight                    | Inglese    | Tymofij Rešetko, Jevhen Matjušenko                                           |
| Lenara Osmanova       | Flash                       | Inglese    | Zera Kenihihajeva, El'mara Mustafajeva                                       |
| Manja                 | Fajna Jukrajna              | Bielorusso | Aleksandra Lušnikova                                                         |
| Maya                  | Ty ne odyn                  | Ucraino    | Maya Jančyšyn                                                                |
| Natalija Volkova      | Gush                        | Inglese    | Taras Panenko                                                                |
| Nazad Šljachu Nemae   | V očach nebo                | Ucraino    | Dmytro, Mitusov, Denys Nazarov                                               |
| Nazar Savko           | Ty prosto slychaj           | Ucraino    | Nazar Savko                                                                  |
| NikitA                | Beauty Saves the World      | Inglese    | Roman Babenko, Jay B.                                                        |
| Solomija              | Not Perfect                 | Inglese    | Olena Karpenko                                                               |
| Svitlana Loboda       | Be My Valentine             | Inglese    | Jevhen Matjušenko, Svitlana Loboda                                           |
| Tabu                  | You Are                     | Inglese    | Tetjana Bublij, Cyrkel Maksym                                                |
| Tetjana Brjanceva     | Sweet and Sugar Baby        | Inglese    | Jaroslav Ščohla, Iryna Mironova                                              |
| Tori Joy              | Smile                       | Inglese    | Viktorija Petryk, Andrij Tymoščyk, N. Dončeva                                |
| Vesta Kamenjeva       | My Devotion                 | Inglese    | Kameneva Kryvošlyk, Julija Gončarova, Vesta Kamenjeva                        |
| Zakl'opky             | Time Is Up                  | Inglese    | Katja Komar, Serhij Kabanec'                                                 |
| Zorjana               | Vključaju plej              | Russo      | Zorjana Skirko                                                               |

## Semifinale
La semifinale si è tenuta l'8 febbraio 2009 presso gli studi televisivi NTU ed è stata presentata da Timur Mirošnyčenko.
Durante la serata il voto della giuria degli esperti ha determinato i 15 finalisti.
| #  | Artista               | Titolo                      |
| -- | --------------------- | --------------------------- |
| 1  | Tori Joy              | Smile                       |
| 2  | Harjačyj Šokolad      | Every Kiss                  |
| 3  | Bahira                | Sexy Mama                   |
| 4  | Solomija              | Not Perfect                 |
| 5  | Tetjana Brjanceva     | Sweet and Sugar Baby        |
| 6  | Maya                  | Ty ne odyn                  |
| 7  | Andrij Knjaz'         | Ne jdy                      |
| 8  | Zakl'opky             | Time Is Up                  |
| 9  | Nazar Savko           | Ty prosto slychaj           |
| 10 | Nazad Šljachu Nemae   | V očach nebo                |
| 11 | Anastasija Prychod'ko | Za tebe znov                |
| 12 | Natalija Volkova      | Gush                        |
| 13 | Zorjana               | Vključaju plej              |
| 14 | 4 Kings               | Tearin' Up My Heart         |
| 15 | Gala                  | Sly Lover                   |
| 16 | Svitlana Loboda       | Be My Valentine             |
| 17 | Inna Olijnyk          | I Don't Wanna Be Your Again |
| 18 | Kiše                  | Midnight                    |
| 19 | Ana                   | You're Like a Paradise      |
| 20 | Eduard Romanjuta      | Silence                     |
| 21 | Vesta Kamenjeva       | My Devotion                 |
| 22 | Inshiy Den            | U loni sniv                 |
| 23 | NikitA                | Beauty Saves the World      |
| 24 | Aleksandr Panajotov   | Superhero                   |
| 25 | Denys Barkanov        | You Are My Love and Pain    |
| 26 | Ira Poison            | You Freed Me                |
| 27 | Manja                 | Fajna Jukrajna              |
| 28 | Tabu                  | You Are                     |
| 29 | Andriana              | Oberežno                    |
| 30 | Hodo                  | Zahadajmo bažannja          |
| 31 | Lenara Osmanova       | Flash                       |

## Finale
La finale si è tenuta l'8 marzo 2009 presso il Palazzo Nazionale delle Arti di Kiev ed è stata presentata da Timur Mirošnyčenko e Marija Orlova.
Il 5 marzo 2009 le NikitA hanno annunciato il loro ritiro prima dello svolgimento della finale a causa di restrizioni contrattuali poste dalla propria etichetta discografica. Durante la serata si sono esibiti come ospiti  Irina Rosenfeld, Mika Newton, le già citate NikitA, Ruslana Lyžyčko, vincitrice dell'Eurovision Song Contest 2004 ed alcuni rappresentanti dell'Eurovision Song Contest 2009: Pëtr Elfimaŭ (Bielorussia), Sasha Son (Lituania), Lidia Kopania (Polonia) e Jade Ewen (Regno Unito).
Svitlana Loboda è stata proclamata vincitrice trionfando sia nel televoto che nel voto della giuria.
| #  | Artista             | Titolo                   | Punteggio | Punteggio | Punteggio | Posizione |
| #  | Artista             | Titolo                   | Giuria    | Televoto  | Totale    | Posizione |
| -- | ------------------- | ------------------------ | --------- | --------- | --------- | --------- |
| 1  | Lenara Osmanova     | Flash                    | 1         | 11        | 12        | 9         |
| 2  | Harjačyj Šokolad    | Every Kiss               | 8         | 5         | 13        | 8         |
| 3  | Tetjana Brjanceva   | Sweet and Sugar Baby     | 4         | 1         | 5         | 13        |
| 4  | Denys Barkanov      | You Are My Love and Pain | 7         | 12        | 19        | 5         |
| 5  | Zakl'opky           | Time Is Up               | 13        | 9         | 22        | 2         |
| 6  | Natalija Volkova    | Gush                     | 10        | 6         | 16        | 7         |
| 7  | 4 Kings             | Tearin' Up My Heart      | 6         | 4         | 10        | 11        |
| 8  | Ana                 | You're Like a Paradise   | 2         | 2         | 4         | 14        |
| 9  | Svitlana Loboda     | Be My Valentine          | 14        | 14        | 28        | 1         |
| 10 | Hodo                | Zahadajmo bažannja       | 3         | 8         | 11        | 10        |
| 11 | NikitA              | Beauty Saves the World   | —         | —         | —         | —         |
| 12 | Aleksandr Panajotov | Superhero                | 9         | 13        | 22        | 4         |
| 13 | Ira Poison          | You Freed Me             | 12        | 10        | 22        | 3         |
| 14 | Kiše                | Midnight                 | 5         | 3         | 8         | 12        |
| 15 | Tori Joy            | Smile                    | 11        | 7         | 18        | 6         |

## Controversie
In seguito ai risultati della semifinale, Anastasija Prychod'ko e la sua manager Olena Mozhova, hanno accusato che né NTU né la giuria d'esperti abbiano usato metodi trasparenti per la selezione dei finalisti; il membro della giuria Roman Nedzels'kyj ha successivamente dichiarato che l'eliminazione della Prychod'ko era dovuta al fatto che una versione russa del suo brano in gara, Za tebe znov, era già stata eseguita durante il talent show Fabrika Zvëzd sul canale russo Pervyj kanal, nonostante il regolamento del concorso non specificasse che la canzone eseguita durante la semifinale dovesse essere eseguita anche in finale.
Come gesto di protesta per la sua eliminazione, il canale russo Pervyj kanal ha invitato l'artista a prendere parte ad Evrovidenie 2009, la selezione russa per la scelta del rappresentante eurovisivo, dove è stata dichiarata vincitrice con il brano Mamo.